# Дагер (Индијана)
Дагер (енгл. Dugger) град је у америчкој савезној држави Индијана.

## Демографија
По попису из 2010. године број становника је 920, што је 35 (-3,7%) становника мање него 2000. године.
| Група             | 2000.       | 2010.       |
| Белци             | 941 (98,5%) | 913 (99,2%) |
| Афроамериканци    | 0 (0,0%)    | 0 (0,0%)    |
| Азијати           | 0 (0,0%)    | 0 (0,0%)    |
| Хиспаноамериканци | 8 (0,8%)    | 4 (0,4%)    |
| Укупно            | 955         | 920         |